# Jon Bentley
Jon Louis Bentley (Long Beach, 20 febbraio 1953) è un informatico statunitense.
Autore di Programming Pearls, ha collaborato con Brian Kernighan nella creazione di grap.